# نوبت دوم
نوبت دوم فیلمی به کارگردانی  احمد حیدری  و نویسندگی مشترک او با محمود حیدری  ساخته ی سال ۱۳۷۹ است.

## بازیگران
- - حمید لاجوردی
  - شراره رخام
  - ماندانا برومند
  - جعفر نداف

این فیلم داستان پسری به نام سعید آرین و آشنایی دردسرساز او با دختری در یک پارک است.